# Enemies (Stargate SG-1)
Enemies (Enemigos) es el primer episodio de la quinta temporada de la serie de televisión de ciencia ficción Stargate SG-1, y el octogésimo noveno capítulo de toda la serie. Corresponde a la parte 2 de 3 episodios, siendo antecedida por Exodus y seguida por Threshold.

## Trama
Después de ser lanzados a otra galaxia por la supernova, junto con Apophis, al SG-1 no le queda remedio más que esperar su destrucción. Pronto, la nave de Apophis abre fuego, pero no contra la Ha'tak, sino contra una nave alienígena desconocida. Con las naves peleando, Jacob aprovecha para llevar a la Ha’tak a la corona de una gigante azul, donde la radiación ocultara su presencia, mientras sus propios sensores son bloqueados. Además, se ven forzados a utilizar los cristales de la hiperpropulsión para reactivar los escudos.
En el Comando Stargate, en tanto, una delegación Tok'ra informa al General Hammond que la flota de Apophis fue destruida tal como fue planeado, pero que como el SG-1 no se ha contactado, suponen que no lograron escapar. No obstante, Hammond mantiene sus esperanzas que si lo hicieron.
En la nave, Carter y su padre terminan las reparaciones y dejan la coron. Pronto, detectan una sola nave en la zona: la de Apophis. Sin embargo, ésta no muestra signos vitales a bordo. SG-1 y Jacob entonces suben a ella, para ver si pueden usarla, o al menos conseguir cristales de hiperpropulsión para su nave. Una vez dentro, descubren que la autodestrucción fue activada, por lo que Jacob se dirige al Pel'tak para intentar desactivarla, mientras O'Neill y Carter buscan los cristales. 
En el camino, sin embargo, descubren lo que mató a la tripulación: Replicantes. El equipo entonces obtiene rápido los cristales, y luego regresa a la Ha'tak justo antes que los Replicantes los ataquen. La nave de Apophis pronto estalla, pero la Ha'tak logra escapar a tiempo. Una vez colocado los cristales, el equipo se prepara para entrar al hiperespacio cuando repentinamente detectan un Tel'tak, que resulta estar piloteado por Teal'c, junto con varios que dice le ayudaron a escapar. El carguero entonces aterriza dentro de la nave, y el SG-1 va a recibir a Teal’c. Sin embargo, cuando O'Neill lo abraza, Teal'c aprovecha para quitarle su arma, y junto a otros Jaffa rodean al equipo. Pronto, Apophis aparece y declara que Teal'c ha vuelto a ser su Primado.
Mientras el SG-1 es encerrado, Teal'c dice que todo el tiempo que estuvo en el SGC, seguía estando al servicio de Apophis. La nave luego salta al hiperespacio rumbo a Delmak, mientras los Jaffa empiezan a descargar los cajones que traían en el Tel'tak. Uno de estos, no obstante, trae dentro un Replicador. Jacob, quien ha eludido la captura, intenta liberar al SG-1, pero es detenido por Teal'c y encerrado junto al resto. Repentinamente, la nave sale del hiperespacio. Los Jaffa pronto descubren el cuarto de motores infestado por Replicantes. Mientras estos avanzan por la nave, sin querer liberan al SG-1. En tanto, Apophis intenta escapar de los Replicantes, pero estos acaban con sus Jaffa, forzándolo a encerrarse en el puente de mando.
Mientras Jacob y Daniel aseguran el Tel’tak, Jack y Sam van buscar a Teal'c. Logran inmovilizarlo, y lo llevan al Carguero, pero la Ha'tak entonces vuelve a entrar al hiperespacio. El equipo pronto descubre que los Replicadores modificaron los motores para alcanzar más rápidamente Delmak, donde planean consumir la avanzada tecnología que allí hay. Si bien esto permitirá al SG-1 regresar a su galaxia, saben que no pueden dejar que los Replicantes aterricen, por lo que deciden destruir la Ha’tak de la misma forma que la nave de Thor (provocando un reingreso descontrolado en la atmósfera). Cuando la nave sale del hiperespacio sobre Delmak, el SG-1 destruye los cristales de control del reingreso, siendo luego perseguidos por cientos de Replicadores hasta alcanzar un cuarto de anillos, donde Jacob los transporta a bordo del carguero, el cual rápidamente sale de la Ha'tak. En tanto, en su interior, Apophis se halla con su escudo personal activado y rodeado de Replicantes. Él lanza un último grito, mientras la nave cae al planeta, provocando una gigantesca explosión. Con esto, el SG-1 ha logrado eliminar a 2 grandes enemigos, pero aun les queda una tarea pendiente: recuperar a Teal'c.

## Artistas invitados
- Carmen Argenziano como Jacob Carter/Selmak.
- Peter Williams como Apophis.
- Jennifer Calvert como Consejera Ren Al.
- Gary Jones como Walter Harriman.
- Thomas Milburn Jr. como Jaffa #1.
- Dean Moen como Jaffa #2.